# Stephen Donald
(Ian Chadband, commentando i festeggiamenti in campo dopo la vittoria neozelandese nella Coppa del Mondo di rugby 2011)
Stephen Rex Donald (Auckland, 3 dicembre 1983) è un rugbista a 15 neozelandese, mediano d'apertura dei Green Rockets in Top League; fino al 2011 quarta scelta degli All Blacks, vinse la Coppa del Mondo di quell'anno dopo essere stato richiamato in squadra come rimpiazzo, marcando nell'incontro di finale i punti che si rivelarono decisivi per la conquista del trofeo da parte della Nuova Zelanda.

## Biografia
Proveniente dalla provincia di Counties Manukau, esordì in National Provincial Championship nel 2004 nelle file della provincia di Waikato; nel 2005 entrò a far parte della relativa franchise di Super Rugby degli Chiefs e, nel 2008, debuttò negli All Blacks ad Auckland contro l'Inghilterra, partendo dalla panchina ed entrando in corso di partita in sostituzione di Dan Carter.

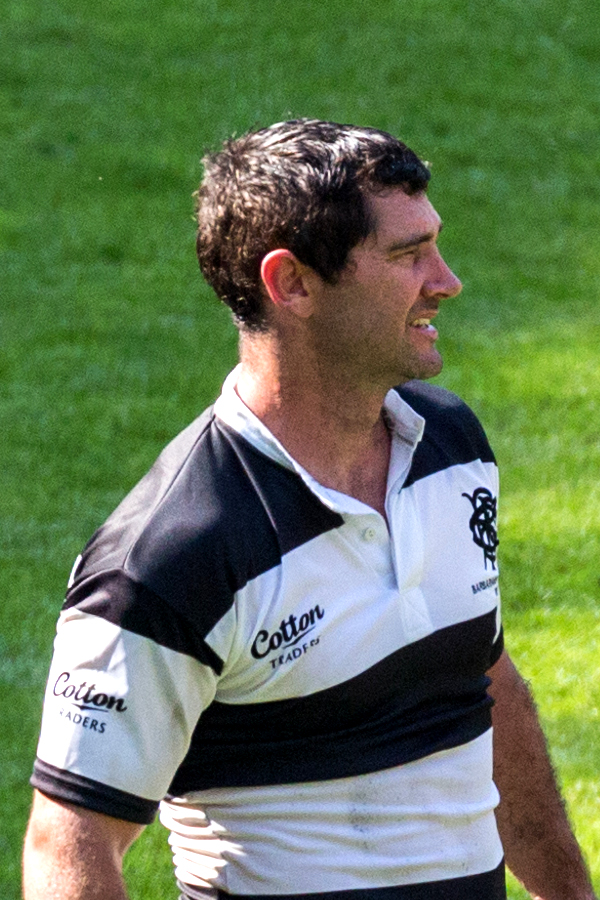
Donald con la maglia dei Barbarians nel 2012

Sostanzialmente riserva (in totale sono otto gli incontri iniziati da titolare per la Nuova Zelanda su 23 totali), Donald apparve regolarmente in Nazionale fino a tutto il 2009, dopodiché tornò in squadra un anno più tardi, in occasione di una sconfitta in Bledisloe Cup contro l'Australia per 24-26: in tale occasione Donald sbagliò un calcio di punizione tra i pali australiani e, successivamente, da un suo rinvio che non terminò in touche i Wallabies ripartirono per andare a marcare la meta decisiva che costò agli All Blacks la sconfitta; la cosa suscitò proteste tra numerosi tifosi che diedero proprio a Donald la colpa della sconfitta con i rivali oceanici.
Dopo la fine del successivo tour in Europa, in cui disputò un ulteriore test match contro il Galles, non fu più convocato in Nazionale; dopo la notizia che il C.T. Graham Henry non lo avrebbe incluso neppure tra i pre-selezionati da cui poi sarebbe stata tratta la rosa definitiva per la Coppa del Mondo di rugby 2011, Donald decise di lasciare la Nuova Zelanda; tra le altre ragioni che lo spinsero a scegliere un altro campionato v'era anche la consapevolezza di essere chiuso nel ruolo da Dan Carter.
Donald si accordò quindi con il Bath, formazione inglese, ma nacquero problemi sulla concessione del visto d'ingresso nel Regno Unito, in quanto Donald non ha antenati prossimi provenienti da tale Paese e la Federazione inglese fa eccezioni solo nel caso in cui il giocatore straniero abbia militato da titolare almeno una volta nei 18 mesi precedenti all'ingaggio nella propria Nazionale, condizione non rispettata in quanto Donald giocò sempre da subentrato nel periodo in questione; la questione fu risolta grazie a una dichiarazione della Federazione neozelandese, accettata dalla controparte inglese, con la quale si prendeva atto che Donald era «giocatore di consolidata esperienza internazionale e di alto livello, capace di contribuire alla crescita della disciplina in Inghilterra».

### L'inaspettata vittoria della Coppa del Mondo
Senza alcuna possibilità di prendere parte alla Coppa del Mondo di rugby 2011, quindi, Stephen Donald aveva programmato di trasferirsi in Inghilterra alla fine della competizione, quando fosse ripresa l'attività dei club, né era previsto un ripescaggio, in quanto il mediano d'apertura non convocato a disposizione era il terza scelta Aaron Cruden, peraltro destinato a prendere il posto di Donald agli Chiefs per il Super Rugby 2012.
Con le prime due scelte Dan Carter e Colin Slade, quindi, la Nuova Zelanda iniziò la Coppa del Mondo, ma la squadra perse Carter per un infortunio all'inguine durante un allenamento durante la fase a gironi del torneo; Slade fu promosso titolare e Aaron Cruden fu convocato d'urgenza ma, prima della semifinale del torneo contro l'Australia, anche Slade si infortunò: con Cruden divenuto prima scelta e Graham Henry rimasto senza mediani d'apertura, il C.T. richiamò Donald, nel frattempo in vacanza a pescare, come rimpiazzo di Cruden.
Donald fu in panchina durante la semifinale vinta sugli Wallabies, ma nella successiva finale ad Auckland Aaron Cruden fu costretto a uscire dal terreno di gioco a causa di un infortunio al ginocchio avvenuto al 30' del primo tempo dopo un contrasto con il francese Trinh-Duc, lasciando spazio a un Donald fuori forma e senza allenamento da un mese e mezzo, cui pochi minuti più tardi fu affidata l'esecuzione di un calcio piazzato con gli All Blacks avanti di 5-0; Donald realizzò i tre punti che al termine dell'incontro si rivelarono decisivi, in quanto la squadra vinse la gara per 8-7 e si aggiudicò la Coppa del Mondo.
Soprannominato Beaver (castoro) fin da ragazzo per via di due incisivi prominenti, subito dopo la vittoria della coppa Waiuku, il villaggio della regione di Auckland dove Donald crebbe, fu scherzosamente ribattezzato Beaverville  e il terreno di gioco della squadra in cui mosse i primi passi rugbistici rinominato Beaver Park .
La finale di Auckland fu l'ultimo incontro internazionale di Donald; in Inghilterra fu invitato per una serie di incontri dai Barbarians a fine stagione 2011-12.
Nel 2014, tre anni dopo la conquista della Coppa del Mondo, Donald raccontò di avere ricevuto, dopo il citato incontro perso con l'Australia, numerose lettere ed e-mail di offese e insulti da parte dei tifosi neozelandesi delusi che gli addebitarono la responsabilità della sconfitta, peraltro ininfluente ai fini della conquista della Bledisloe Cup, che rimase alla Nuova Zelanda.
Dopo due anni trascorsi in Giappone, nel 2015 Donald è tornato in Nuova Zelanda nelle file di Waikato nel National Provincial Championship.

## Palmarès
- Coppe del mondo: 1
Nuova Zelanda: 2011
- National Provincial Championship: 1
Waikato: 2006
- Top League: 1
Suntory Sungoliath: 2016-17